# Tanzánia védett területei
Tanzánia védett területei rendkívül változatosak, a tengeri élőhelyektől a hatalmas füves térségekig és a magas hegycsúcsokig, a Kilimandzsáróig. Az ország teljes területének egyharmadát bizonyos mértékig nemzeti park, vadrezervátum, tengeri park, erdőrezervátum stb. védi.
Az alábbi lista áttekintést ad a Tanzániában található különböző védett területekről.

## Nemzeti parkok
A tizenhét nemzeti park több mint 42.000 km² területet foglal magába. A Tanzániai Nemzeti Parkok Hatósága (Tanzania National Parks Authority = TANAPA) igazgatja őket. Az olyan parkok, mint az Arusha és a Serengeti jól ismertek a filmekből is, a jellegzetes afrikai élővilágukról.
| név | jellemzők                                                                   | élővilág | megjegyzés | kép |
| --- | --------------------------------------------------------------------------- | --- | --- | --- |
| Arusha Nemzeti Park alapítva: 1960 átnevezve: 1967 kibővítve: 1973 terület: 137 km²                     | sűrű erdő, mocsár, gyep, tavak, hegység, sziklák 1525–4565 m                | zsiráf, kafferbivaly, elefánt, zebra, antilop, víziló, varacskos disznó, leopárd, foltos hiéna, pávián, fejdíszes cerkóf, karcsúmajom, flamingó, íbisz stb. | 400 madárfaj |     |
| Gombe Nemzeti Park alapítva: 1943 hiv.-an: 1968 terület: 52 km²                                         | erdő, galéria erdő 750–1500 m                                               | csimpánz, anubisz, vörös farkú majom, vörös kolobusz, leopárd, bivaly stb. | Jane Goodall itt dolgozott |     |
| Dzsozani Csvaka-öböl Nemzeti Park alapítva: 1940s hiv.-an: 2004 terület: 50 km²                         | mocsárerdő, mangrove, tengeri fűágy, sós mocsár                             | zanzibári vörös kolobusz, fehércombú bóbitásantilop | Zanzibár szigetén található |     |
| Katavi Nemzeti Park alapítva: 1951 hiv.-an: 1974 terület: 4471 km²                                      | erdő, folyó, tavak, ártér 900 m                                             | taurotragus, antilop, víziló, krokodil, oroszlán, leopárd, elefánt, zebra, bivaly, pelikán, vízimadarak | több mint 400 madárfaj |     |
| Kilimandzsáró Nemzeti Park alapítva: 1910s, 1921 hiv.-an: 1973 világörökség: 1987 terület: 753 km²      | hegyi erdő, mocsár, alpesi sivatag 1830–5895 m                              | tanzániai bóbitásantilop, elefánt, leopárd, bivaly, antilop, fekete-fehér kolobusz, szarvas, óriás lobelia | A szavanna közepén kiemelkedő hegy, Afrika legmagasabb csúcsa változatos éghajlati övezetekkel és növényzeti zónákkal rendelkezik. A világ legmagasabb csúcsa, amely technikai felszerelés nélkül felmászható. |     |
| Kitulo Nemzeti Park hiv.-an: 2002 terület: 412.9 km²                                                    | havasi gyeep 2600 m-en                                                      | fáklyaliliom, protea, aloé, óriás lobélia, Denham túzok, kaméleon, gyíkok | 350 faj edényes növény, köztük 45 fajta földi orchidea, sok madárfaj |     |
| Manyara-tó Nemzeti Park alapítva: 1957 alapítva: 1960 terület: 325 km² kibővítve: 2009 terület: 644 km² | 2/3-a tó, erdő, gyep 960–1478 m                                             | elefánt, bivaly, oroszlán, víziló, impala, zsiráf, zebra, vaddisznó, antilop, leopárd, pávián, flamingó, fehér pelikán, gólya, kormorán, sas, nílusi varánusz, kobra | a világ legnagyobb biomassza-sűrűsége; famászó oroszlánok |     |
| Mahale-hegység Nemzeti Park hiv.-an: 14 June 1985 terület: 1613 km²                                     | erdő, Kasoge (alföldi) erdő, hegyi esőerdő 773–2460 m                       | csimpánz, vörös kolobusz, vörös farkú majom, kék majom, ratufa, mongúz, fekete-fehér kolobusz, papagáj | szavannai és erdei fajok, a tóban élő 193 halfaj 90%-a endemikus |     |
| Mikumi Nemzeti Park alapítva: 1964 kiterjesztve: 1975 terület: 3230 km²                                 | ártér, füves térség, erdős szavanna, miombo borított dombok 550–1257 m      | taurotragus, nagy kudu, sárgás babuin, antilop, víziló, zebra, oroszlán, impala, bivaly, zsiráf, elefánt, vízimadarak | több mint 400 madárfaj |     |
| Meru-hegy lásd Arusha Nemzeti Park                                                                      |                                                                             | | az Arusha Nemzeti Park része |     |
| Mkomazi Nemzeti Park alapítva: 2006 terület: 3254 km²                                                   | félszáraz szavanna                                                          | nagy kudu, afrikai vadkutya, fekete orrszarvú, nagy emlősállatok | |     |
| Ruaha Nemzeti Park alapítva: 1910 hiv.-an: 1964 terület: 20226 km²                                      | erdő, szavanna 750–1830 m                                                   | elefánt, szarvascsőrűmadár, fehér gólya, afrikai vadkutya, antilop, nagy kudu | több mint 400 madárfaj, az antilopok sokfélesége |     |
| Rubondo Island Nemzeti Park alapítva: 1977 terület: 240 km²                                             | nedves erdő, tóparti papirusz, nyílt füves térség 1134 - 1381 m             | szitutunga, vidra, nílusi sügér, afrikai halászsas, majom, mongúz, afrikai szürke papagáj, gólyák, kanalasgém | |     |
| Saadani Nemzeti Park alapítva: 1969 hiv.-an: 2002 terület: 1062 km²                                     | tengerpart, folyó, erdő, szavanna                                           | zsiráf, bivaly, varacskosdisznó, nagy kudu, antilop, pávián, elefánt, oroszlán, leopárd, foltos hiéna, sakál, víziló, krokodil, flamingó, teknős | az Indiai-óceán mentén terül el |     |
| Saanane-sziget Nemzeti Park alapítva: 2013 terület: 2.2 km²                                             |                                                                             | | A kicsi park a Viktória-tó szigetén található, és hajóval érhető el kb. 10 perc alatt |     |
| Serengeti Nemzeti Park alapítva: 1929 hiv.-an: 1951 világörökség: 1981 terület: 14763 km²               | füves térség, szavanna, galériaerdő, erdő; 920–1850 m                       | Jellegzetes állatai közé tartoznak a zsiráfok, kafferbivalyok, antilopok, zebrák, vízilovak, orrszarvúak, hiénák, sakálok, oroszlánok, huszármajmok, emuk, és az elefántok. Él még itt gepárd, foltos hiéna, szervál, agáma gyík, strucc, fekete sas. A kisebb emlősök között számos denevér-, makifaj, pávián, földimalac, mezei nyúl, sündisznó, vadmacska található itt. A hüllők között leggyakoribb a krokodil, a varánusz és a különféle kígyók. | Tanzánia leglátogatottabb parkja; híres a patás állatok tömeges migrációjáról; több mint 500 madárfaj |     |
| Tarangire Nemzeti Park alapítva: 1970 terület: 2850 km²                                                 | füves térség, szavanna; 1000–1500 m                                         | baobab, elefánt, kis kudu, afrikai vadkutya, antilop, szarvasvarjú, strucc, trachyphonus | 550 madárfajta; a Serengeti után a legnagyobb élővilág-koncentráció |     |
| Udzungwa-hegység Nemzeti Park alapítva: 1994 terület: 1990 km²                                          | trópusi esőerdő, hegyi erdő, miombo erdő, sztyepp, füves térség, 250–2600 m | hüllők és kétéltűek, nagy emlősállatok | több mint 400 madárfaj, 2500 növényfaj; sok endemikus élőlény (a növényfajok 25%-a, 5 főemlős); a második legnagyobb biodiverzitás Afrikában                                                                   |     |

## Vadrezervátumok és más védett területek
| név                                                                                     | jellemzők                                               | élővilág | megjegyzés | kép |
| --------------------------------------------------------------------------------------- | ------------------------------------------------------- | --- | --- | --- |
| Ngorongoro Természetvédelmi Terület alapítva: 1959 világörökség: 1979 terület: 8288 km² | füves térség, mocsár, erdő, sűrű hegyi erdő 1500–3648 m | vadon élő állatok ezreinek ad otthont, zebra, gazella, fekete orrszarvú, oroszlán, foltos hiéna, víziló, kafferbivaly, elefánt, leopárd, szervál, strucc, óriás túzok stb. | A Föld egyik legnagyobb épen maradt kalderája. Sok régészeti és paleontológiai helyszín: Olduvai-szoros, Lot, Ndutu-tó |     |
| Selous Vadrezervátum alapítva: 1922 világörökség: 1982 terület: 44800 km²               | erdős és nyílt füves térség, mocsár 80–1300 m           | afrikai vadkutya, elefánt, zsiráf, gepárd, víziló, gnú, kafferbivaly, krokodil, fehér orrszarvú.                                                                           | Közel fél-Magyarországnyi terület, a legnagyobb vadrezervátum Afrikában; 350 madárfaj. A térségben a sűrű erdőktől a nyílt fás-füves tájakig többféle növényi övezet található. Egy részét lombhullató erdő borítja, mellette sztyeppék, szavannák, elszórt erdősávokkal tagolt füves térségek találhatók. |     |
| Uwanda Vadrezervátum alapítva: 1971 terület: 5000 km²                                   | ártér, füves térség, erdő 1200 m                        | puku, zebra, antilop, kafferbivaly, elefánt | |     |

## Tengeri parkok és rezervátumok
| név                                                             | jellemzők                                       | élővilág                                | megjegyzés           | kép |
| --------------------------------------------------------------- | ----------------------------------------------- | --------------------------------------- | -------------------- | --- |
| Mafia-sziget Tengeri Park alapítva: 1995 terület: 882 km²       | korallzátonyok, mangrove, part menti erdők      | dugong, cápa, teknős, elefánt           |                      |     |
| Mnazi-öböl-Ruvumba Tengeri Park alapítva: 2000 terület: 650 km² | mangrove, homokdűnék, tenger, parti erdő, folyó | korall, bálna, krokodil, delfin, víziló | több mint 400 halfaj |     |

## Fordítás
- Ez a szócikk részben vagy egészben  a   List of protected areas of Tanzania című angol Wikipédia-szócikk ezen változatának fordításán alapul.  Az eredeti cikk szerkesztőit annak laptörténete sorolja fel. Ez a jelzés csupán a megfogalmazás eredetét és a szerzői jogokat jelzi, nem szolgál a cikkben szereplő információk forrásmegjelöléseként.

## További irodalom
- Tanzánia égtájak szerint megadott 17 nemzeti parkjának ismertetése Tanzánia Nemzeti Parkjainak honlapján